# Ramiro Corrales
Ramiro Corrales (n. Salinas, California, Estados Unidos, 12 de marzo de 1977) es un exfutbolista estadounidense con nacionalidad mexicana.

## Clubes
| Club                 | País           | Año         |
| -------------------- | -------------- | ----------- |
| Carolina Jaguars     | Estados Unidos | 1995        |
| San Jose Clash       | Estados Unidos | 1996 - 1997 |
| Miami Fusion         | Estados Unidos | 1998        |
| MLS Pro-40           | Estados Unidos | 1998        |
| Metrostars           | Estados Unidos | 1998 - 2000 |
| San Jose Earthquakes | Estados Unidos | 2001 - 2004 |
| HamKam               | Noruega        | 2005 - 2006 |
| SK Brann             | Noruega        | 2007        |
| San Jose Earthquakes | Estados Unidos | 2008 - 2013 |

## Selección nacional
Ha sido internacional con la Selección de fútbol de Estados Unidos; donde ha jugado 5 partidos internacionales y no ha anotado goles por dicho seleccionado. Incluso participó con su selección, en el Fútbol de los Juegos Olímpicos de Sídney 2000, donde el seleccionado estadounidense terminó en el cuarto lugar, tras perder el partido por la medalla de bronce, ante su similar de Chile, encabezado por el goleador Iván Zamorano.